# Elia fugge Gezabele
La tarsia Elia fugge Gezabele fa parte delle tarsie del coro della basilica di Santa Maria Maggiore i cui disegni preparatori furono eseguiti da Lorenzo Lotto e intarsiati da Giovan Francesco Capoferri. È collocata sul presbiterio nel banco dei laici, quindicesimo stallo. 
Uno studio attento e approfondito delle tarsie e dei disegni preparatori fu realizzato dalla studiosa Francesca Cortesi Bosco e pubblicato nel 1987.

## Storia
La congregazione della Misericordia Maggiore, che amministrava la basilica mariana, e che aveva deciso di completare il presbiterio con un nuovo altare e con il nuovo coro, il 12 marzo 1524 affidò a Lorenzo Lotto la realizzazione dei disegni per le tarsie Per la loro realizzazione Lotto fu aiutato dal frate teologo francescano Gerolamo Terzi. La tarsia fu cominciata da Angelo Ferri e poi disegnata nel 1528 da Lotto e realizzata da Giovan Francesco Capoferri nel 1529 mentre la profilatura fu eseguita da Ludovico da Mantova nel maggio seguente.

## Descrizione

### Tarsia
L'invenzione o storia racconta l'episodio descritto nel Primo libro dei Re quando, dopo aver uccido tutti i profeti venne raggiunto da un messaggero di Gezabele, moglie di Acab re d'Israele, che lo minacciava di morte così come lui aveva fatto coni profeti sul monte di Baal. Elia impaurito si allontanò e si nascose nel deserto dove, dopo aver riposato presso un ginepro ed essersi rifocillato grazie a un angelo, vagò per quaranta giorni fino al monte di Dio. Fu colpito dal vento, da un terremoto e dal fuoco fino a raggiungere l'ingresso di una grotta dove sentì una voce gli chiese chi fosse, e lui rispose di essere Elia, un uomo pieno di fede, fuggito dagli israeliti che avevano distrutto tutti gli altari e ucciso tutti i suoi profeti.(1Re 19, 1-14)
Lorenzo Lotto unisce questo evento con quello in cui Elia si stabilì in prossimità del torrente Cherit davanti al Giordano, dove alcuni corvi gli portano il cibo e dove può abbeverarsi con l'acqua del torrente.(1Re 17,5-6)
L'artista avvicina la storia di Elia con quella di Cristo, il torrente è la prefigurazione del monte Calvario, secondo Lotto Elia, il cui nome significa il mio Dio è Jhwh e di cui la bibbia non indica l'origine,  prova con la sua croce che deve portare nella sua vita, la nostra condizione mortale, nascondendo la sua forza e la sua natura divina.
Sul lato destro della tarsia vi è Elia dormiente su di un sasso nel deserto, sopra di lui un angelo, tra due speroni di roccia, che lo sveglia e gli ordina di mangiare il pane, di cui Lotto ne raffigura due bocconi a indicare che ben due volte si ripete la scena dell'angelo, e bere l'acqua per riprendere le forze e cercare Dio nel deserto. Sul lato sinistro Elia è posto in prossimità di un ruscello da dove prende l'acqua. Nella parte superiore Dio padre con la raffigurazione del triangolo sul capo, a indicare la trinità, il globo nella mano sinistra mentre la destra tiene il palo aperto a protezione della terra.

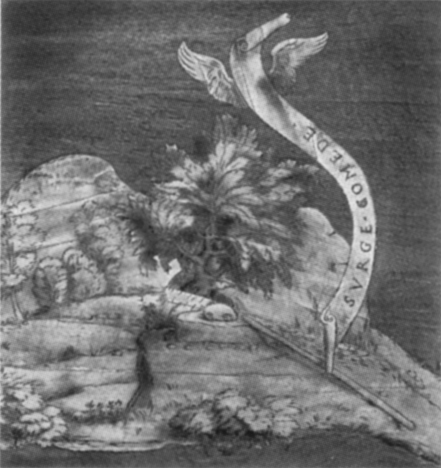
Elida fugge da Gezabele- Coperto

### Coperto
Il coperto o “picture a claro et obsuro” o impresa fu realizzato dal Capoferri nel 1529 venendo poi profilata da Ludovico da Mantova nel maggio 1530. la scritta SURGE:COMEDE è posta su di un filatterio, riprendendo il passo della Bibbia che recita: Durge et comede. Gtandis enim tibi restat via. La raffigurazione del filatterio ha le ali, a indicare che le parole sono alate, sono l'anima dell'impresa stessa. Lotto ripropone la pianta di ginepro centrale al coperto w la pietra dove vi sono due bocconi di focaccia e da dove sgorga l'acqua che sfocia nel grande fiume Giordano.